# Boris Vladimirovič Ermolaev
Boris Vladimirovič Ermolaev (Almaty, 15 giugno 1938) è un regista sovietico.

## Filmografia parziale

### Regista
- Slušajte na toj storone (1971)
- Moj dom - teatr (1975)